# شهرستان کلان
شهرستان کلان (به لاتین: Kelan County) یک منطقهٔ مسکونی در چین است که در شینجو واقع شده‌است.